# New Riegel, Ohio
New Riegel là một làng thuộc quận Seneca, tiểu bang Ohio, Hoa Kỳ. Năm 2010, dân số của làng này là 249 người.

## Dân số
- Dân số năm 2000: 226 người.
- Dân số năm 2010: 249 người.